# Viggo Cavling

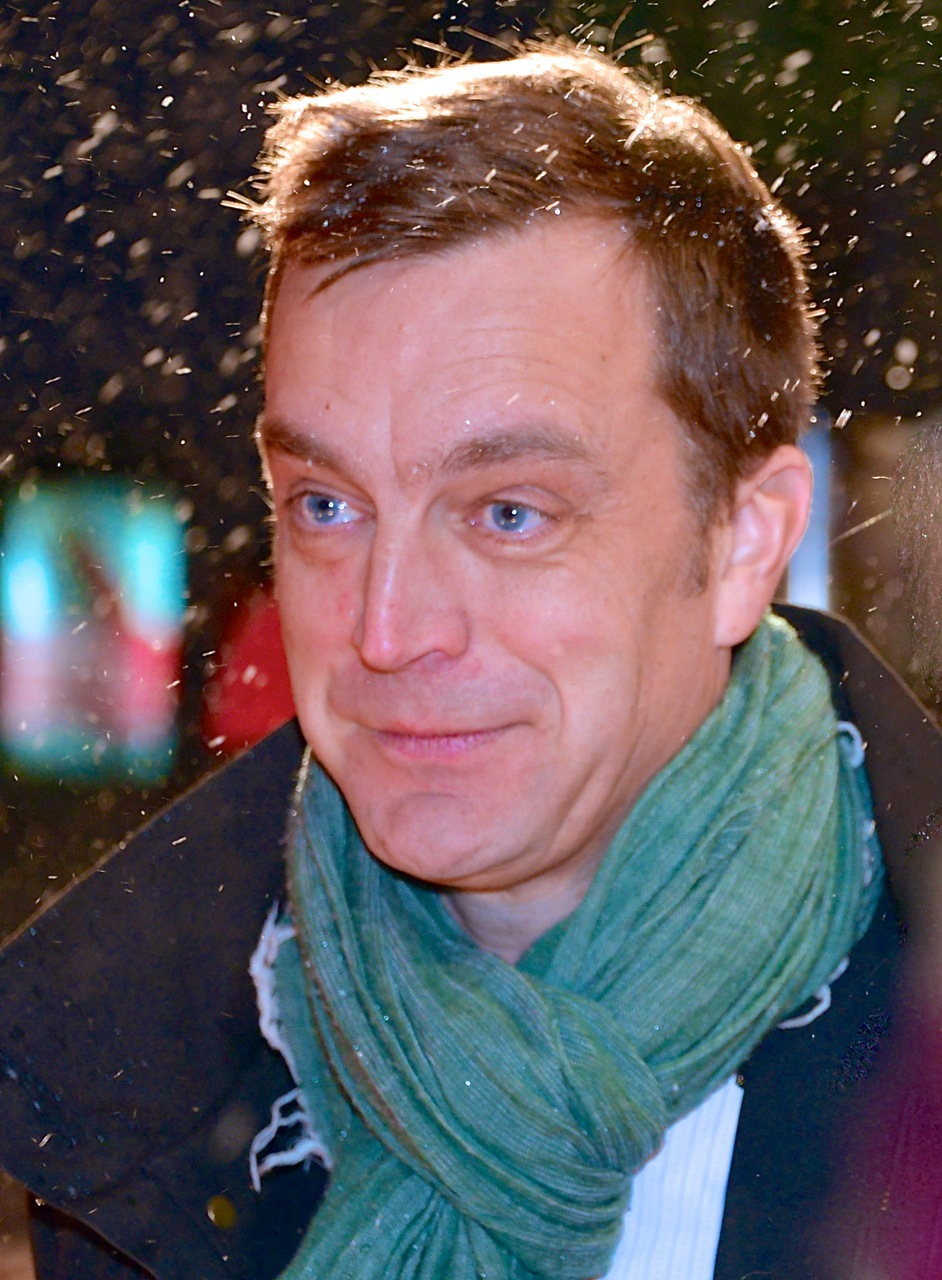
Viggo Cavling i Stockholm i december 2012.

Bengt Viggo Frejlif Cavling, född 19 november 1969 i Oxie, är en svensk journalist. Åren 2004-2011 var Viggo Cavling chefredaktör och ansvarig utgivare på Resumé, en tidning som är inriktad på nyheter inom medie- och marknadskommunikationsbranschen.
Han var tidigare redaktör på DN-bilagan På Stan samt programledare för kulturprogrammet Elbyl i Sveriges Television och kulturprogrammet Beckerell i ZTV med Kajsa Olsson. Under sin tid på På Stan hade han för vana att plocka upp unga skribenter och ge dem en plattform i tidningen. Han var även redaktör för konsttidskriften Beckerell. Viggo Cavling medverkar i nyhetspanelen i Nyhetsmorgon i TV 4 och har medverkat i nöjespanelen i Gomorron Sverige i SVT 1. Han är uppvuxen i Malmö och har varit krönikör på Arbetet Nyheterna, startat jungleklubben Uganda och är initiativtagare till galleri Rum och eldslukarartist. Han har också varit med och startat dejtingappen Himynameis, under 2016, som dock lades ner efter några år.
Sedan år 2018 är Viggo Cavling chefredaktör för resenäringens branschtidning TravelNews 